# Стародубец, Сергей Игоревич
Сергей Игоревич Стародубец (укр. Сергій Ігорович Стародубець; 5 июля 1970 Одесса, Украинская ССР, СССР) — советский и украинский футболист, с 2005 года — тренер СДЮШОР «Черноморец».

## Игровая карьера
Воспитанник одесского футбола. Первый тренер — Ю. А. Скорик. В 1988 перешёл в «Черноморец», однако сыграл лишь 11 матчей в турнире дублёров, второй круг того чемпионата доигрывал в другом одесском клубе СКА (Одесса).
В 1990—1992 годы играл за «Колос» («Металлург», Никополь); сезон 1992/93 начал в николаевском «Эвисе» (сыграл 1 матч в Кубке Украины), но основную часть провёл в «Кристалле» (Чертков) и в «Тигине» (Бендеры, Молдавия); 1993—1994 годы — КФК «Днестровец» (Белгород-Днестровский) и «Карпаты» (Мукачево); 1994 год — «Анжи» (Махачкала, Россия); 1995 год — «Прогресул» (Бричаны, Молдавия) и СК «Одесса»; 1996 год — «Кристалл» (Чертков) и «Сперанца» (Неспорены, Молдавия); 1997 год — «Портовик» (Ильичевск) и «Динамо» (Бендеры, Молдавия); «Конструкторул» (Кишинев); 1998—2000 годы — КФК «Днестр» (Овидиополь); 2000—2004 годы — КФК «Сигнал» (Одесса); 2005 год — КФК «Диджитал» (Одесса); 2007 год — КФК «Таврия-В-Радиалка» (Одесса).

## Личная жизнь
Окончил Одесский педагогический институт им. Ушинского.